# Ranthaxus vermifiormis
Ranthaxus vermifiormis is een eenoogkreeftjessoort uit de familie van de Diaixidae. De wetenschappelijke naam van de soort is voor het eerst geldig gepubliceerd in 2010 door Markhaseva & Schulz.